# Хайбль, Георг
Гео́рг Хайбль (нем. Georg Heibl; 16 февраля 1935, Нойбойерн) — немецкий бобслеист, пилот, выступал за сборную ФРГ в середине 1970-х годов. Участник зимних Олимпийских игр в Инсбруке, обладатель двух серебряных медалей чемпионатов мира в зачёте двухместных экипажей, призёр многих международных турниров и национальных первенств.

## Биография
Георг Хайбль родился 16 февраля 1935 года в коммуне Нойбойерн, район Розенхайм. Активно заниматься спортом начал в раннем детстве, проходил подготовку в спортивном клубе «Кёнигсзе» и тренировался на расположенной здесь же санно-бобслейной трассе. Со временем начал показывать неплохие результаты, в качестве пилота прошёл отбор в основной состав национальной сборной ФРГ.
Первого серьёзного успеха в бобслее добился в 1974 году, когда вместе с разгоняющим Фрицем Ольвертером завоевал серебряную медаль на чемпионате мира в швейцарском Санкт-Морице — проиграл двухместному экипажу соотечественника Вольфганга Циммерера, который ранее стал олимпийским чемпионом в данной дисциплине. Год спустя на мировом первенстве в итальянской Червинии Хайбль и Ольвертер повторили своё достижение, вновь финишировали вторыми и получили серебро — на сей раз их обогнал экипаж хозяина соревнований, итальянца Джорджо Альверы.
Благодаря череде удачных выступлений в 1976 году Хайбль удостоился права защищать честь страны на зимних Олимпийских играх в Инсбруке, причём выступал здесь как в двойках, так и четвёрках (помимо Ольвертера его разгоняющими были Ханс Морант и Зигфрид Радант). Они довольно близко подобрались к призовым позициям, тем не менее, в обеих дисциплинах заняли пятые места и остались, таким образом, без медалей. Георгу Хайблю на тот момент было уже 40 лет, поэтому вскоре он принял решение завершить карьеру профессионального спортсмена, уступив место в сборной молодым западногерманским пилотам, таким например, как Штефан Гайсрайтер и Якоб Реш.